# Ulf Linde
Ulf Harald Linde (* 15. April 1929 in Stockholm; † 12. Oktober 2013 ebenda) war ein schwedischer Kunstkritiker, Museumsleiter, Schriftsteller, Jazzmusiker und Komponist.
1963 wurde er Mitglied der Königlichen Akademie der freien Künste. Am 20. Dezember 1977 trat er die Nachfolge des Schriftstellers Eyvind Johnson als Mitglied der Svenska Akademien auf Stuhl Nummer 11 an, und er leitete zwanzig Jahre das Kunstmuseum Thielska galleriet in Stockholm.

## Leben
Linde, Sohn eines dänischen Ingenieurs, legte sein Abitur 1947 ab und trat Anfang der 1950er Jahre als Jazzmusiker und Vibraphonist in Erscheinung. 1948 spielte er Vibraphon bei Thore Jederby, mit dem erste Aufnahmen entstanden. Im selben Jahr spielte er Bebop mit der Band von Nisse Skoog. 1949 arbeitete er mit Arne Domnérus, James Moody und dem Expressens Elitorkester. 1950 entstanden Aufnahmen unter eigenem Namen für Metronome Records; zu seinem  Quintett gehörten Reinhold Svensson (p), Rolf Berg (g), Gunnar Almstedt (b) und Anders Burman (dr). 1951 und 1952 war er als bester schwedischer Vibraphonist Mitglied des Jazzkritikerorkestern; 1952 begleitete er Alice Babs. Im Bereich des Jazz war er zwischen 1948 und 1952 an 21 Aufnahmesessions beteiligt.
An der Universität Stockholm begann Linde ein Studium der Chemie, anschließend der Ethnografie, theoretischen Philosophie, Kunstgeschichte und Komposition. 1953 schrieb er die Filmmusik zu Mästerdetektiven och Rasmus. Er verließ die Hochschule ohne Abschluss und arbeitete stattdessen von 1951 bis 1956 als Amanuensis bei der Reichsvereinigung für Bildende Kunst. 1952 schrieb er seine erste Kunstkritik und war von 1956 bis 1958 Mitarbeiter bei der Zeitung Dagens Nyheter.
1967 wurde er in die Kunstakademie gewählt. Von 1968 bis 1976 besetzte er die neu eingerichtete Professur für Moderne Kunsttheorie an der Königlichen Akademie der freien Künste in Stockholm. 1977, im Jahr seiner Wahl in die Svenska Akademien, wurde er Direktor des Kunstmuseums Thielska galleriet und leitete die Einrichtung bis zu seiner Pensionierung 1997.
Seine kunstkritische Arbeit resultierte anfangs in nur wenigen großen und umfangreichen Werken. Stattdessen existierten eine große Anzahl Essays, Broschüren und Nachdrucke. Ab Mitte der 1980er Jahre erschienen dann aber u. a. drei Sammelbände, darunter das 550 Seiten starke Efter hand (1985), ein Standardwerk über die schwedische Kunstkritik der zweiten Hälfte des 20. Jahrhunderts, aber auch mit vielen Texten über Architektur und Literatur. Darauf folgte der Band Svar (1999), der die Zeit nach 1985 behandelt und vor allem Texte aus der Kunstzeitschrift Artes enthält. Im selben Jahr erschien auch Presentationer mit Lindes kurzen Präsentationen jener Künstler, die er in der Thielska galleriet vorgestellt hatte.
Durch besondere analytisch einfühlsame Präzision erlangte Linde bereits 1960 Bekanntheit als schwedischer Kunstkritiker mit dem Sammelband Spejare. Er sammelte vorab eine Reihe von Artikeln aus Dagens Nyheter und stellte Untersuchungen mit einer neuen kunsttheoretischen Betrachtungsweise zu den Werken von Pablo Picasso und Marcel Duchamp sowie den Vertretern der Informellen Kunst, wie Henri Michaux oder Jean Dubuffet, an.
Er hatte einen Blick für die modernistisch offene Kunst der Dadaisten und Kubisten. Über fast alle Klassiker des Modernismus hat er Essays geschrieben. Diese Arbeiten kulminierten 1986 in dem Werk Marcel Duchamp.
Wichtige Schriften über schwedische Künstler waren beispielsweise Lennart Rodhe (1962), Siri Derkert (1964) und Ragnar Sandberg (1979).
Lindes Interesse für Literatur, initiiert durch frühere Analysen der Werke des Schriftstellers Lars Ahlin, resultierten in einer Reihe von Essays, beispielsweise über Eyvind Johnson, Östen Sjöstrand, Nelly Sachs, Bengt Emil Johnson oder André Breton, und in einem ausgesuchten Übersetzungsband mit Wallace Stevens’ Gedichten Om att bara finnas (1998).
Nach einer längeren Krankheitsphase kehrte Linde 2007 mit den zwei Bänden Kritisk prosa av Oscar Levertin, einer Abhandlung über den Schriftsteller Oscar Levertin (1862–1906), den am meisten vernachlässigten Vertreter des schwedischen Fin de siècle, erneut an das Licht der Öffentlichkeit zurück. In seiner Autobiografie Från kart till fallfrukt – 70 korta kapitel om mitt liv et cetera (2008) findet sich keine kritische Distanz zwischen Kritik und Kunst, kein Versuch zur Objektivität.
Linde war mit Nina Öhman verheiratet, die bis 2011 seine Nachfolge als Direktorin der Thielska galleriet innehatte.
Ulf Linde starb am 12. Oktober 2013.

## Auszeichnungen
- 2006: Anders und Veronica Öhman-Preis
- 1997: Pilotpreis
- 1996: Gerard-Bonnier-Preis
- 1988: Lotten-von-Kræmer-Preis
- 1987: Kellgren-Preis
- 1986: Övralid-Preis
- Natur & Kulturs-Kulturpreis

## Werke

### Bibliografie
| - Johan Krouthén 1858–1932, 1958 - Anteckningar om Schweizerstilen, 1959 - Spejare, 1960 - Lennart Rodhe, 1962 - Marcel Duchamp, 1963 - Siri Derkert, 1964 - Fyra artiklar, 1965 - Geometrin i en målning av Piero della Francesca, 1974 - Eyvind Johnson, 1977 - Ragnar Sandberg, 1979 - Rune Jansson, 1979 | - Ulf Gripenholm, 1984 - Efter hand (Texte 1950–1985), 1985 - Kjell Anderson, 1986 - Marcel Duchamp, 1986 - Den sentimentale satyren, 1987 - Karl Axel Pehrson, 1987 - Bo Larsson, 1987 - Mot fotografiet, 1989 - Olle Olsson Hagalund, 1989 | - Sverker Broström, 1990 - Ingemar Nygren, 1990 - Gripenholm eller Tolv variationer över ett tema av Basilius Valentinus, 1990 - Olle Skagerfors, 1991 - Clinch, 1993 - Rune Rydelius, 1996 - John-E Franzén, 1996 - Lars Kleen, 1998 - Om att bara finnas, 1998 (Interpretation von Wallace Stevens Gedichten) - Presentationer, 1999 - Svar, 1999 | - Jazz, 2004 - Edvard Munch och Thielska Galleriet, 2007 - Från kart till fallfrukt – 70 korta kapitel om mitt liv et cetera (Autobiografie), 2008 - Sammelsurium, 2011 |

### Diskografie
- Ulf Linde Jazz – 1948–52 (PHONTASTIC 2004), Doppel-CD mit Ulf Linde, Vibraphon, in unterschiedlichen Besetzungen:
  - Arne Domnerus Favourite Five
  - Ulf Linde Quintet
  - Reinhold Svensson Quintet
  - Thore Jederbys Sextett
  - Expressens Elitorkester
  - Ulf Lindes Kvartett
  - Bengt Hallbergs Sextett
  - James Moody and his Cool Cats und andere

### Filmmusik
- 1953: Kalle Blomquist lebt gefährlich (Mästerdetektiven och Rasmus)

### Filmografie
- 1949: Kvinnan som försvann